# Marius Cheregi
Marius Cheregi (n. 4 octombrie 1967, Oradea) este un fost jucător român de fotbal care a activat ca mijlocaș.

## Carieră
- 1985–1989 :  UTA Arad ( România)
- 1989–1990 :  FC Bihor ( România)
- 1990–1993 :  Dinamo ( România)
- 1993–1994 :  Cercle Brugge  ( Belgia)
- 1993–1995 :  Samsunspor (prêt) ( Turcia)
- 1995–1996 :  Dinamo ( România)
- 1996–1997 :  FC Brașov ( România)
- 1997–1998 :  Hapoel Tayibe ( Israel)
- 1998–1999 :  Hapoel Be'er Sheva ( Israel)
- 1999–2000 :  MOL Fehérvár ( Ungaria)
- 2000–2003 :  Ferencváros ( Ungaria)

## Palmares
Dinamo București
- Divizia A în 1992.

Samsunspor
- Cupa Balcanică în 1994

Ferencváros
- Nemzeti Bajnokság I: 2001
- Cupa Ungariei: 2003